# Steinhorst (Delbrück)
Steinhorst ist ein Stadtteil der ostwestfälischen Stadt Delbrück im Kreis Paderborn. Steinhorst, etwa 8 km² groß, liegt im Norden Delbrücks und ist mit 905 Einwohnern der kleinste Delbrücker Stadtteil.

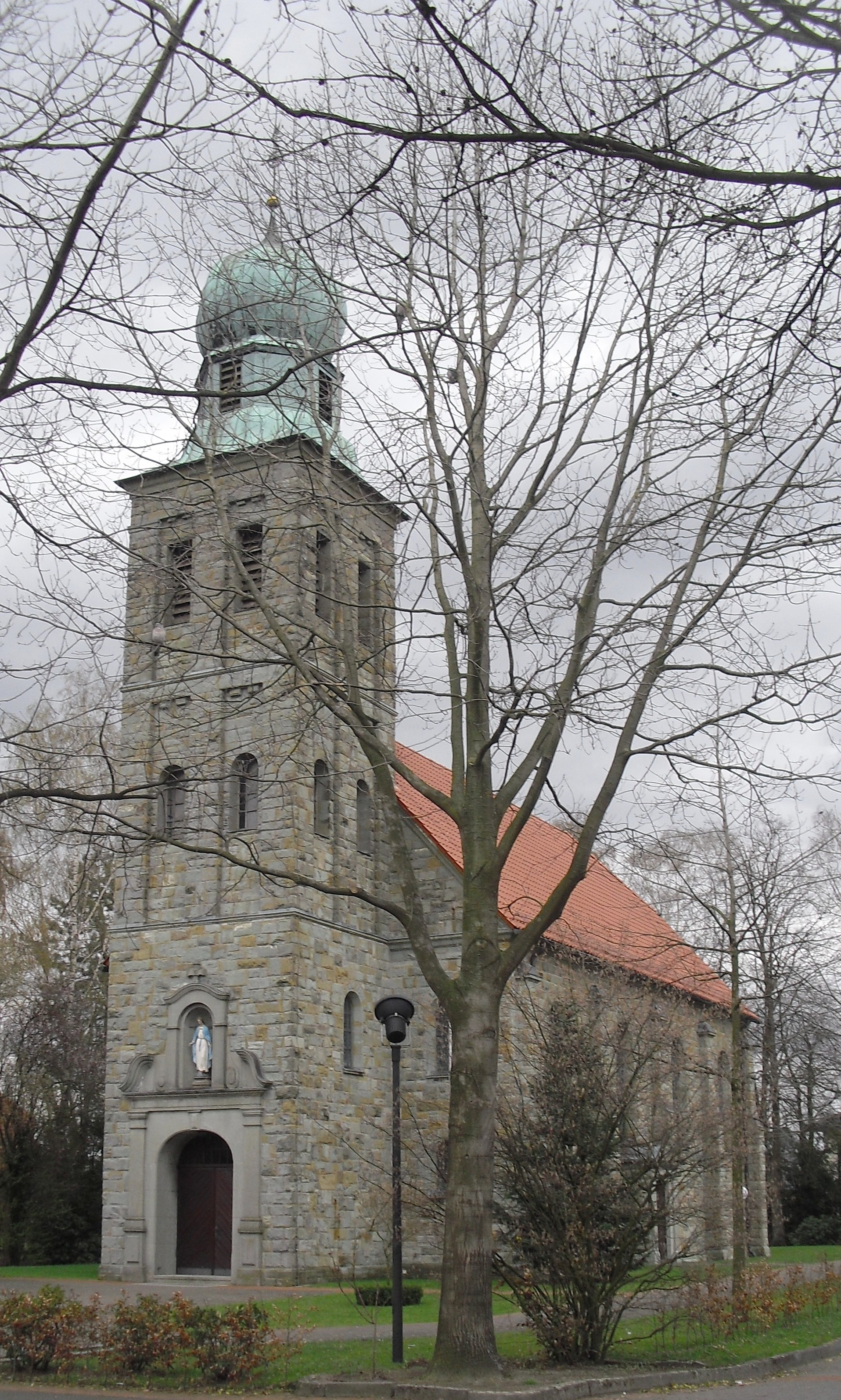
St.-Marien-Kirche

## Geschichte
Als Ortsteil der Gemeinde Westerloh kam Steinhorst am 1. Januar 1975 im Rahmen der Gemeinde- und Kreisgebietsreform in Nordrhein-Westfalen zur Stadt Delbrück.

## Sehenswürdigkeiten
Entlang der Ems, an der Grenze zum Kreis Gütersloh, entstand 1991 im Nordwesten Steinhorsts das größte künstlich geschaffene Biotop Nordrhein-Westfalens, das Steinhorster Becken. Dieses ursprünglich als Hochwasser-Schutzmaßnahme konzipierte Areal ist als Naturschutzgebiet ausgewiesen und ist einer der bedeutendsten Rastplätze für Zugvögel in Ostwestfalen.